# Zadatek
Zadatek – dodatkowe zastrzeżenie umowne, zgodnie z którym podczas zawierania umowy jedna ze stron wręcza drugiej określoną sumę pieniędzy. Zadatek jest regulowany prawnie i zabezpiecza dwie strony przed zerwaniem umowy. Jeśli strona wpłacająca zadatek nie dotrzyma umowy, druga strona ma prawo go zachować. Jeśli strona, która przyjęła zadatek, zerwie umowę, wpłacający ma prawo do zwrotu sumy dwukrotnie wyższej niż ustalony zadatek. Jest to popularna forma zabezpieczenia umowy przedwstępnej w procesie kupowania mieszkania. Zazwyczaj jest to niewielka część świadczenia pieniężnego (np. 10%), które ma spełnić strona zobowiązana. Dopuszczalne jest i zależy od woli stron ustalenie tej kwoty na wyższym poziomie, w tym także zastrzeżenie zadatku, którego wartość jest dużo wyższa i stanowi znaczną część przyszłego świadczenia (na przykład przekracza połowę wartości całego świadczenia). Zadatek o wartości równej lub wyższej od wartości przedmiotu umowy (świadczenia) jest nieważny. Zadatek w takiej wysokości jest sprzeczny z funkcją zadatku i właściwością stosunku prawnego.

## Przepisy prawne
Zadatek został zdefiniowany w art. 394 Kodeksu cywilnego.  Paragraf 1 precyzuje, że „w razie niewykonania umowy przez jedną ze stron druga strona może bez wyznaczenia terminu dodatkowego od umowy odstąpić i otrzymany zadatek zachować, a jeżeli sama go dała, może żądać sumy dwukrotnie wyższej”. Natomiast jeśli umowa została wykonana zadatek jest wliczany w poczet zapłaty lub zwracany. Zwrot zadatku powinien nastąpić również w przypadku rozwiązania umowy oraz gdy jej wykonanie nie było możliwe, jeśli żadna ze stron nie ponosi za to odpowiedzialności lub obie są tak samo winne. 

## Zadatek, zaliczka czy przedpłata
Zadatek jest często mylony z zaliczką. W kodeksie cywilnym zaliczka występuje w kilku artykułach (622, 626, 743, 751, 763, 771, 773 i 8593), ale bez definicji. Zaliczka jest "formą świadczenia pieniężnego na poczet ceny lub wynagrodzenia". Jeśli nie dojdzie do wykonania umowy mamy prawo do jej zwrotu. Osoba, która wpłaciła zaliczkę, może również żądać naprawienia szkody. Zaliczka nie zabezpiecza kupującego tak jak zadatek, a może być dla sprzedającego formą kredytu. Zadatek jest najczęściej stosowany w umowach przedwstępnych (sprzedaży nieruchomości, samochodu itp.). Dzięki niemu każda ze stron zabezpiecza się na wypadek zerwania umowy w ostatniej chwili przez drugą stronę.
Przedpłata zabezpiecza kupującego w inny sposób niż zadatek i może być dla sprzedającego formą kredytowania podobnie jak zaliczka. Przedpłata mieści się zasadniczo w pojęciu zapłaty. W odróżnieniu od zaliczki przedpłata prowadzi jednak do przysporzenia o charakterze definitywnym i dlatego zarachowuje się ją na poczet przyszłego świadczenia tego, kto ją dał. Tak też należałoby traktować konstrukcję „zaliczki bezzwrotnej”. Przedpłata bywa utożsamiana z jednorazową zapłatą z góry (np. umowa o prenumeratę), ale nie ma przeszkód, aby przedpłat dokonywać w kolejnych transzach. Zasadniczo odróżnia się przedpłatę od zapłaty w częściach i wynagrodzenia w ratach. Nie można wykluczyć takiego ukształtowania harmonogramu płatności, by uiszczane wynagrodzenie mieściło się w konstrukcji przedpłaty.